# Френски съюз
Френският съюз (на френски: Union Française) е политическа общност на държавите от Френската колониална империя. Съюзът е създаден в съответствие с френската конституция от 27 октомври 1946 г. и просъществува до 1958 г., когато е наследена от новото формирование – Френската общност.
В състава на Френския съюз влизат:
- Франция (заедно с Корсика),
- френските колонии, получили статус на департаменти на Франция,
- задморските и задокеанските територии на Франция,
- бившите колонии на Франция, намиращи се под попечителството на ООН,
- Френски Индокитай, Мароко и Тунис (които в периода на съществуване на Унията получават независимост).

## Френска общност
Френската общност (Communauté française) е политическа общност, започнала да действа съгласно конституцията на Франция от 1958 г. като наследник на Френския съюз.
Общността обхваща:
- Всички задморски департаменти на Франция (така нар. DOM) – Алжир, Сахара, Гваделупа, Френска Гвиана, Реюнион и Мартиника. През 1962 г. Алжир и Сахара получават независимост.
- Задморските територии на Франция (така нар. ТОМ) – Нова Каледония, Коморски острови, Полинезия и Сомалия.
- Бившите френски колонии, намиращи се под попечителството на ООН – Того и Камерун.
- Колонии на Франция, които в по-късно време стават независими държави – Чад, Габон, Мадагаскар, Мавритания, Сенегал, Бряг на слоновата кост.

Отделните страни на статута на Френската общност обаче не се оказват достатъчно действени, поради което отношенията на Франция с тези държави се основават преди всичко на двустранни и многостранни договори, преди всичко в областта на търговията и социалната сфера.